# Анке Енгельке
А́нке Крісті́на Е́нгельке (до шлюбу Е́нгельке, у шлюбі Фі́шер; нім. Anke Christina Engelke; нар. 21 грудня 1965, Монреаль, Канада) — німецька та канадська комікеса, акторка, телеведуча, співачка та акторка озвучування. Вона також має канадське громадянство за правом народження.
Широкій аудиторії стала відома наприкінці 1990-х років завдяки скетч-шоу «Die Wochenshow», а також у 2000-х та 2010-х роках завдяки комедійному серіалу «Ladykracher». Була однією з ведучих на Пісенному конкурсі Євробачення 2011 в Дюссельдорфі.

## Життєпис

### Дитинство

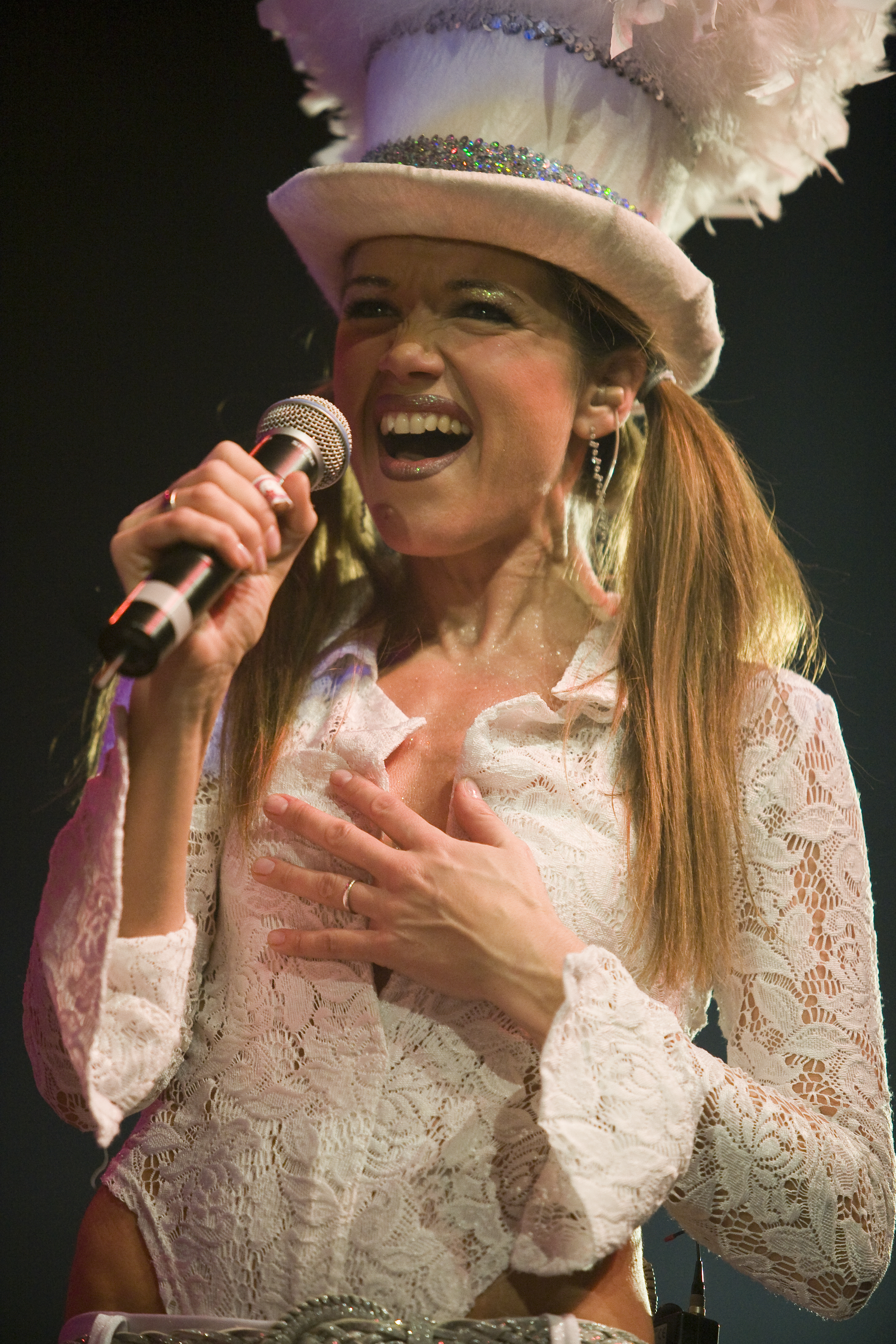
Анке Енгельке в Кобленці, 2008

Анке Енгельке народилася у 1965 році в канадському Монреалі. Її батько був менеджером авіакомпанії Lufthansa, а мати — кореспонденткою-перекладачкою. Вона росла разом зі старшою сестрою Сюзанною та володіла трьома мовами: німецькою, англійською та французькою. У 1971 році родина переїхала до Ресрата поблизу Кельна. Анке Енгельке відвідувала там гімназію Фрайгерр-фом-Штайн і стала учасницею шкільного хору «Sonntagskinder» (Недільні діти). У 1975 році вона виступила з гуртом у телешоу Петера Франкенфельда «Musik ist Trumpf»; хор супроводжував на цьому телевізійному виступі, а також на інших виступах співака Гайно, зокрема, її можна побачити в музичному відео до пісні «Jenseits des Tales». Для серіалу ZDF «Sing mit Heino» (1977–1979), за мотивами якого також вийшли платівки, вона разом з дитячим хором також стояла перед камерою як супровід співака шлягерів. Коли у 1977 році хор супроводжував співака Удо Юргенса під час турне, одинадцятирічну Анке після дуету з Юргенсом помітило Радіо Люксембург для роботи на радіо.

### Початок кар'єри
З 1978 по 1980 рік вона вела на Радіо Люксембург програму «Moment mal». У 1979 році співала в гурті Manuel & Pony пісню «Das Lied von Manuel» і виступала з нею в програмі «ZDF-Hitparade». З 1979 по 1986 рік була ведучою щоденних дитячих програм на радіовиставці для ZDF; разом з Бенні Шніром вела «ZDF-Ferienprogramm». У 1980 році мала виступ у програмі «Bio’s Bahnhof», що сприяло її кар'єрі. У 1981 році вийшов сингл «Anke & Alexis Weissenberg – Wiegenlied für Erwachsene». Навчання на викладачку англістики, романістики та педагогіки в Кельні Енгельке покинула, про що пізніше шкодувала.
Радіостанція SWF у Баден-Бадені підготувала її у 1986 році на редакторку. Пізніше, до 1998 року, вона вела на SWF3 радіопрограми, такі як «Pop Shop». У цей час вона зіграла саму себе як радіоведучу SWF3 в епізоді серіалу «Місце злочину» під назвою «Місце злочину: Смерть у космосі». З 1989 року Анке Енгельке та її сестра Сюзанна є співачками гурту «Fred Kellner und die famosen Soulsisters», який виступає наживо приблизно два-три тижні на рік. У цьому соул-гурті вона познайомилася зі своїм першим чоловіком, клавішником Андреасом Гріммом. З 1993 по 1996 рік вона була учасницею комедійного ансамблю SWF3 «Gagtory».

### Розвиток кар'єри
З 1996 по 2000 рік Енгельке виступала, зокрема, разом з Інгольфом Люком, Бастіаном Пастевкою, Марко Римою, а пізніше з Маркусом Марією Профітліхом у скетч-шоу телеканалу Sat.1 «Die Wochenshow». При цьому вона перевтілювалася в найрізноманітніші ролі, зокрема, грала Рікі як пародію на одноіменну учасницю гурту Tic Tac Toe. Пізніше Енгельке визнала, що її пародія була блекфейсингом. Після скарги афронімецької співачки Енгельке припинила це робити.
Близько 2002 року вона мала ексклюзивний контракт із Sat.1. З 2002 по 2003 рік вона виступала зі скетч-шоу «Ladykracher» на Sat.1. Шоу у 2003 році було номіноване на премію Еммі та отримало кілька нагород, зокрема Німецьку комедійну премію. Оскільки Енгельке після третього сезону прийняла інші пропозиції, «Ladykracher» зробив перерву до 2008 року. У 2003 році вона разом з Оллі Діттріхом отримала золоту Премію Грімме за другий епізод спільно імпровізованого телесеріалу ZDF «Blind Date – Taxi nach Schweinau». У грудні того ж року вона озвучила рибку Дорі в німецькій версії мультфільму «У пошуках Немо». З травня 2004 року вона вела на колишньому ефірному часі «Шоу Гаральда Шмідта» вечірнє ток-шоу під назвою «Anke Late Night», яке було закрито в жовтні 2004 року.
Енгельке, з вісьмома виступами з 2006 року, є найчастішою гостею програми «Wer wird Millionär?». Питання на мільйон вона так і не змогла відповісти. У березні 2006 року вона запустила комедійний серіал «Ladyland», який спочатку складався з чотирьох епізодів, а у 2007 році був продовжений ще дванадцятьма.
16 січня 2005 року Енгельке вела пряму трансляцію з церемонії Золотий глобус 2005 для телеканалу ProSieben. З 2007 року вона озвучує персонажку Мардж Сімпсон в анімаційному серіалі «Сімпсони» на ProSieben. Вона замінила акторку Елізабет Фолькманн, яка померла в липні 2006 року. З вересня 2007 року бере участь у телесеріалі для дошкільнят «Die Sendung mit dem Elefanten». У телесеріалі «Kommissarin Lucas» вона зіграла молодшу сестру комісарки, роль якої виконувала Ульріке Крінер.
Крім того, у грудні 2007 та 2009 років вона разом з Бастіаном Пастевкою пародіювала різні телешоу в програмі «Fröhliche Weihnachten! – mit Wolfgang & Anneliese». У 2011 році вийшло продовження під назвою «Fröhlicher Frühling – mit Wolfgang & Anneliese». У 2008 році вона зіграла в кінокомедії «Зухвалі дівчатка» матір однієї з трьох головних героїнь. Рік потому вона була ведучою на церемонії вручення Європейського кінопризу 2009 в Бохумі.
У травні 2011 року разом зі Штефаном Раабом та Юдіт Ракерс вела Пісенний конкурс Євробачення 2011 у Дюссельдорфі. У жовтні 2011 року на церемонії вручення Німецької телевізійної премії в Кельні здобула нагороди в категоріях «Найкраще розважальне шоу року» (разом з Раабом та Ракерс за згадане ведення) та «Найкраща комедія» за «Ladykracher». У травні 2012 року увійшла до складу п'ятичленної німецької журі для Пісенного конкурсу Євробачення 2012 в азербайджанській столиці Баку. Як речниця журі вона оголосила результати німецького голосування у фіналі.
Енгельке єдиною з 42 речників журі використала увагу мільйонної аудиторії, щоб звернути увагу на ситуацію з правами людини в Азербайджані. Під час прямої трансляції оголошення балів від Німеччини вона англійською мовою сказала: «Сьогодні ніхто не міг голосувати за свою країну. Але добре голосувати, і добре мати вибір. Удачі на вашому шляху, Азербайджан. Європа дивиться на вас». За свої критичні слова вона отримала широку підтримку від ЗМІ.
Також у 2012 році вона вела церемонію вручення Fairtrade Awards. З липня 2013 по листопад 2015 року була ведучою ток-шоу «Anke hat Zeit» на телеканалі WDR-Fernsehen. З 2013 року також бере участь у серії програм «Sowas wie …» (укр. Щось на зразок...). У цій серії репортажів вона спілкується з людьми, наближаючись таким чином до певної теми. Наразі вийшли епізоди «Щось на зразок щастя» (2013), «Щось на зразок ідеалу» (2016) та «Щось на зразок страху» (2017).
З 2007 року разом з ведучим Крістіаном Теесом записує подкаст SWR «Wie war der Tag, Liebling» (укр. Як пройшов день, кохана?). У ньому двоє ведучих телефонують одне одному та розповідають невеликі історії з повсякденного життя.
З лютого по червень 2023 року разом з Ріккардо Сімонетті записувала подкаст Spotify «Quality Time», продовжений з листопада 2023 по серпень 2024 року на Wondery під назвою «FREE HUGS».
Після перемоги у своїй третій участі в програмі «LOL: Last One Laughing» вона разом з Бастіаном Пастевкою кілька разів виступала в 4-му сезоні 2023 року як шлягерний дует «Jenny & Mel».
З кінця 2024 року проходить практику як провідниця у поїздах Deutsche Bahn.

### Особисте життя
У 1994 році Енгельке одружилася з клавішником Андреасом Гріммом, з яким має дочку Емму Грімм (нар. 1996). Шлюб було розірвано наприкінці березня 2005 року. У 2000 році вона одинадцять місяців зустрічалася з телеведучим Нільсом Руфом і до березня 2003 року чотири роки була у стосунках з Беньяміном фон Штукрад-Барре. 21 грудня 2005 року — у свій 40-й день народження — вона одружилася з музикантом Клаусом Фішером, батьком її двох синів (нар. 2005, нар. 2009). Вона взяла його прізвище, але продовжує виступати під ім'ям Анке Енгельке. У травні 2015 року стало відомо про розлучення пари. Енгельке мешкає в Кельні.

### Соціальна активність
З 2003 року вона є амбасадоркою німецької благодійної організації Action medeor. У рамках цієї діяльності вона відвідувала в країнах Африки, таких як Танзанія, у 2017 році — Малаві, а востаннє у 2023 році — Сьєрра-Леоне, медичні проєкти, спрямовані, зокрема, на боротьбу з малярією.
З 2010 року вона є запрошеною викладачкою в Кельнській академії медіамистецтв за напрямом «Креативне телевізійне виробництво».

## Фільмографія (вибране)

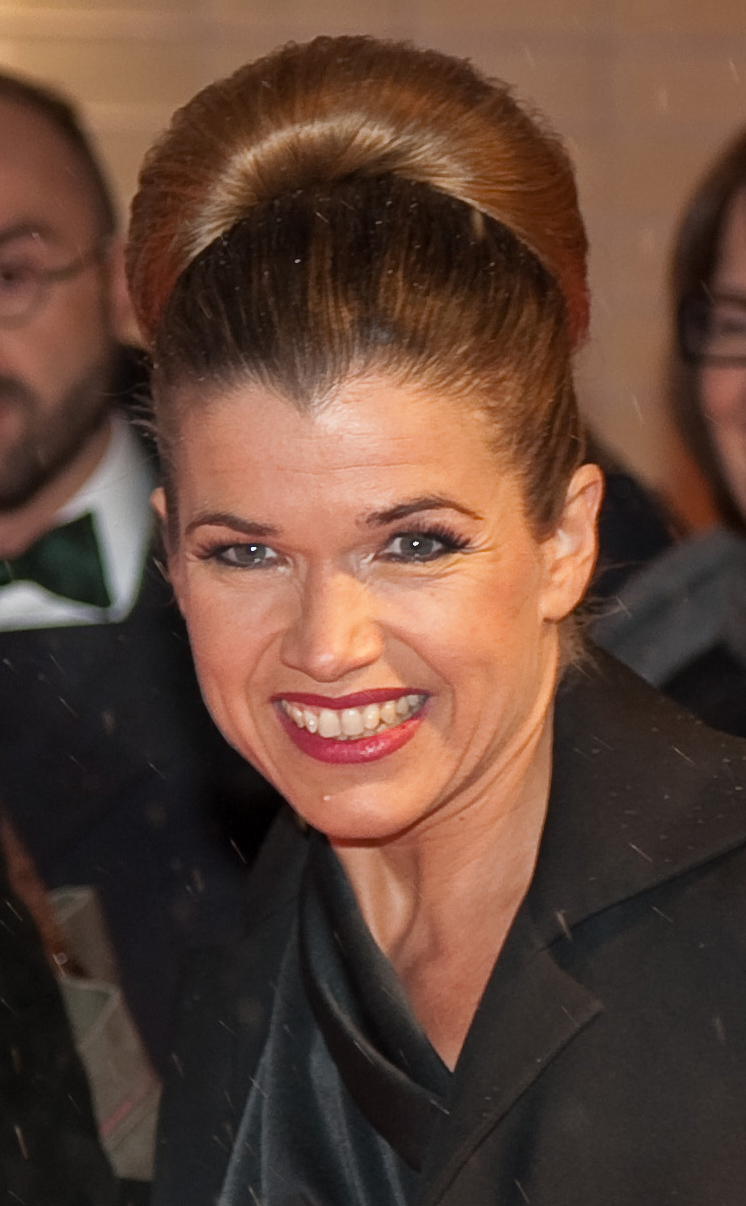
Анке Енгельке на Берлінському кінофестивалі, 2010

### Ведуча, комедійні шоу, репортажі
- 1979–1986: ZDF-Ferienprogramm
- 1986: Die Maultrommel (22 випуски на ZDF)
- 1996–2000: Die Wochenshow
- 1998–2003: Danke Anke! Weihnachten[45]
- 1999–2001: Anke
- 2001: Ведуча Deutscher Fernsehpreis 2001 (разом з Гапе Керкелінгом)
- 2001–2005: Blind Date
- 2001–2004, 2008–2013: Ladykracher
- 2002–2007: Die 5-Millionen-SKL-Show
- 2003–2019 (з перервами): Ведуча церемоній відкриття та закриття Берлінале
- 2004: Anke Late Night
- 2005: Ведуча Deutscher Fernsehpreis 2005 (разом з Гуго Егоном Бальдером)
- 2006, 2009, 2011, 2014, 2018–2020: Pastewka (телесеріал, 20 епізодів)
- 2006–2007: Ladyland
- 2007, 2009: Fröhliche Weihnachten! – mit Wolfgang & Anneliese
- З 2007: Die Sendung mit dem Elefanten
- 2009: Ведуча Deutscher Fernsehpreis 2009 (як Аннелізе Фунцфіхлер з фольклорного дуету Вольфганг та Аннелізе)
- 2011: Fröhlicher Frühling – mit Wolfgang & Anneliese
- 2011: Ведуча Пісенний конкурс Євробачення 2011 разом зі Штефаном Раабом та Юдіт Ракерс
- 2011: Elefantastisch Die Sendung mit dem Elefanten
- 2013: Ведуча Unser Song für Malmö
- 2013: Pastewkas Weihnachtsgeschichte
- 2013: Репортаж Sowas wie Glück
- 2013–2015: Anke hat Zeit[46]
- 2015: Репортаж Fast perfekt – Anke Engelke und die Selbstoptimierer
- 2017: Репортаж Sowas wie Angst[27]
- з 2021: LOL: Last One Laughing
- 2021: Joko & Klaas gegen ProSieben (гостьова ведуча)
- 2022: Wer stiehlt mir die Show?

### Акторка кіно
- 1997: Tatort: Tod im All
- 1998: … und im Keller gärt es (телесеріал, 3 епізоди)
- 2000: LiebesLuder
- 2001: Usadel International (короткометражний фільм)
- 2001: Мокасини Маніту (тільки XXL-версія на DVD)
- 2003: Operation Dance Sensation
- 2003: Just get Married (короткометражний фільм)
- 2003: Lindenstraße – Heldentum (телесеріал)
- 2004: Germanikus
- 2004: Der Wixxer
- 2005: Vom Suchen und Finden der Liebe
- 2007: Vollidiot
- 2007: Fröhliche Weihnachten
- 2007–2016: Kommissarin Lucas (телесеріал)
- 2008: Freche Mädchen
- 2009: Lippels Traum
- 2010: Freche Mädchen 2
- 2011: Fröhlicher Frühling
- 2012: Überlast (короткометражний фільм)
- 2014: Doktor Proktors Pupspulver
- 2014: Rico, Oskar und die Tieferschatten
- 2015: Im Knast (телесеріал, 1 епізод)
- 2015: Frau Müller muss weg!
- 2015: Пастка для привидів
- 2015: Doktor Proktors Zeitbadewanne
- 2015: Einmal Hallig und zurück (телефільм)
- 2015: Herman the German (короткометражний фільм)
- 2016: Tödliche Geheimnisse – Geraubte Wahrheit (телефільм)
- 2016: Wellness für Paare (телефільм)
- 2016: Mind Your Body (короткометражний фільм)
- 2017: Happy Burnout
- 2017: Tödliche Geheimnisse – Jagd in Kapstadt (телефільм)
- 2017: Nur ein Tag
- 2018: Südstadt (телефільм)
- 2018: Das schönste Mädchen der Welt
- 2018: Німеччина 83 (телесеріал, 7 епізодів)
- 2019: Rate Your Date
- 2020: Tödliche Geheimnisse – Das Versprechen (телефільм)
- 2020: Das letzte Wort (телесеріал, 6 епізодів)
- 2020: Німеччина 89 (телесеріал, 8 епізодів)
- 2021: Mein Sohn
- 2022: Der Onkel – The Hawk
- 2022: Eingeschlossene Gesellschaft
- 2022: Mutter
- з 2022: Kurzschluss – Silvester für Zwei (серія короткометражних фільмів)
  - 2022: Kurzschluss
  - 2023: Der zweite Kurzschluss
  - 2024: Kurzschluss hoch drei
- 2023: Deutsches Haus (телесеріал, 5 епізодів)
- 2023: Schock
- 2024: Perfekt verpasst
- 2024: Die Discounter (Prime Video, гостьова роль)

### Акторка озвучування
- 1999: Тарзан — Джейн (Мінні Драйвер)
- 2001: Der kleine Eisbär — мати-ведмедиця
- 2003: У пошуках Немо — Дорі (Еллен Дедженерес)
- 2005: Der kleine Eisbär 2 – Die geheimnisvolle Insel — мати-ведмедиця
- 2006: Oh, wie schön ist Panama — риба
- 2006: Urmel aus dem Eis — Вуц (свиня)
- З 2007: Сімпсони (телесеріал) — Мардж Сімпсон/Мейбл Сімпсон (Джулія Кавнер)
- 2007: Сімпсони в кіно — Мардж Сімпсон (Джулія Кавнер)
- 2008: Хортон — Кенгуру (Керол Бернетт)
- 2008: Urmel voll in Fahrt — Вуц
- 2010–2015: Гріфіни (телесеріал) — Мардж Сімпсон (Алекс Борштейн/Джулія Кавнер; 2 епізоди)
- 2011: Гномео та Джульєта — Нанетт (Ешлі Дженсен)
- 2013: Sightseers — Тіна (Еліс Лоу)
- 2016: У пошуках Дорі — Дорі (Еллен Дедженерес)
- 2018: Монстри на канікулах 3 — Капітан Еріка ван Гельсінг (Кетрін Ган)
- 2018: Подорож Айло (оповідачка)
- 2019: Angry Birds у кіно 2 — Сільвер (Рейчел Блум)
- 2022: Монстри на канікулах 4 — Капітан Еріка ван Гельсінг (Кетрін Ган)
- 2024: Ґарфілд у кіно — Джинкс (Ганна Ваддінгем)

### Відеоігри
- 2003: У пошуках Немо – Пригоди під водою — Дорі
- 2007: The Simpsons Game — Мардж Сімпсон

## Дискографія
- 1979: Manuel & Pony
- 1981: La Fugue (з Алексісом Вайссенбергом)[47]
- 1992: Franck Band – Dufte[48]
- 1992: Fred Kellner und die famosen Soulsisters – Live von der Bühne
- 1992: Fred Kellner und die famosen Soulsisters – I’m a Soulband
- 1994: Advanced Chemistry – Dir fehlt der Funk[49]
- 1998: Die Wochenshow-Best of
- 2000: Fred Kellner und die famosen Soulsisters – Say Fred, Say Kellner
- 2000: Ніна Гаген – Return of the Mother (гостьовий виступ)
- 2000: Марко Рима – Hank Hoover
- 2001: Franckband – Lieber Gott
- 2001: Owie Lacht – Deutschlands Comedians singen Weihnachtslieder
- 2003: Popshoppers’ Cosmotopia
- 2003: Popshoppers’ Shopping Guide
- 2003: Sackjeseech Party
- 2003: Zimmer frei 2
- 2003: Soloalbum – Die Musik Zum Film
- 2003: Franckband – Live im Backstage/Fulda
- 2004: Right Said Fred feat. Doris Dubinsky – The Wizard
- 2005: James Tierleben
- 2009: Elefantensong: Ohne Worte[50]
- 2010: Abenteuer im Traumland – Der Soundtrack zum Kinofilm

### Аудіоп'єси
- 1999: Тарзан — Джейн
- 2001: Der kleine Eisbär als Eisbärenmutter — мати-ведмедиця
- 2003: У пошуках Немо — Дорі
- 2005: Der kleine Eisbär als Eisbärenmutter 2 – Таємничий острів
- 2006: Tod und Teufel — Ріхмодіс фон Вайден
- 2006: Oh, wie schön ist Panama
- 2007: Der Wixxer — Доріс Дубінскі
- 2008: Urmel von in Fahrt als Wutz — Вуц
- 2008: Tod und Teufel (Sonderausgabe) — Ріхмодіс фон Вайден
- 2012: Mir kocht die Blut! — оповідачка
- 2016: Сімпсони: Das Original-Hörspiel zur TV-Serie (Die Simpsons komplette Staffel 23), Edel:Kids (Edel)

### Аудіокниги
- 2009: Гайке Фаллер: Wie ich einmal versuchte, reich zu werden, Random House Audio, ISBN 978-3-8371-7610-0.
- 2013: Фелікс Зальтен: Бембі: Історія життя в лісі, tacheles, ISBN 978-3-86484-028-9.
- 2013: Редьярд Кіплінг: Книга джунглів, обробка Міхаеля Шульте, Ohrka.de (безкоштовне завантаження аудіокниги)
- 2022: Гюнтер Вальраф: Ganz Unten, Audio-To-Go Publishing Ltd.

## Твори
- Der reichste Mann der Welt, розказано та ілюстровано Анке Енгельке, Carlsen, Гамбург 2011, ISBN 978-3-551-05200-1 (Pixi-Bücher, № 1805, Alle lieben Pixi).

## Нагороди

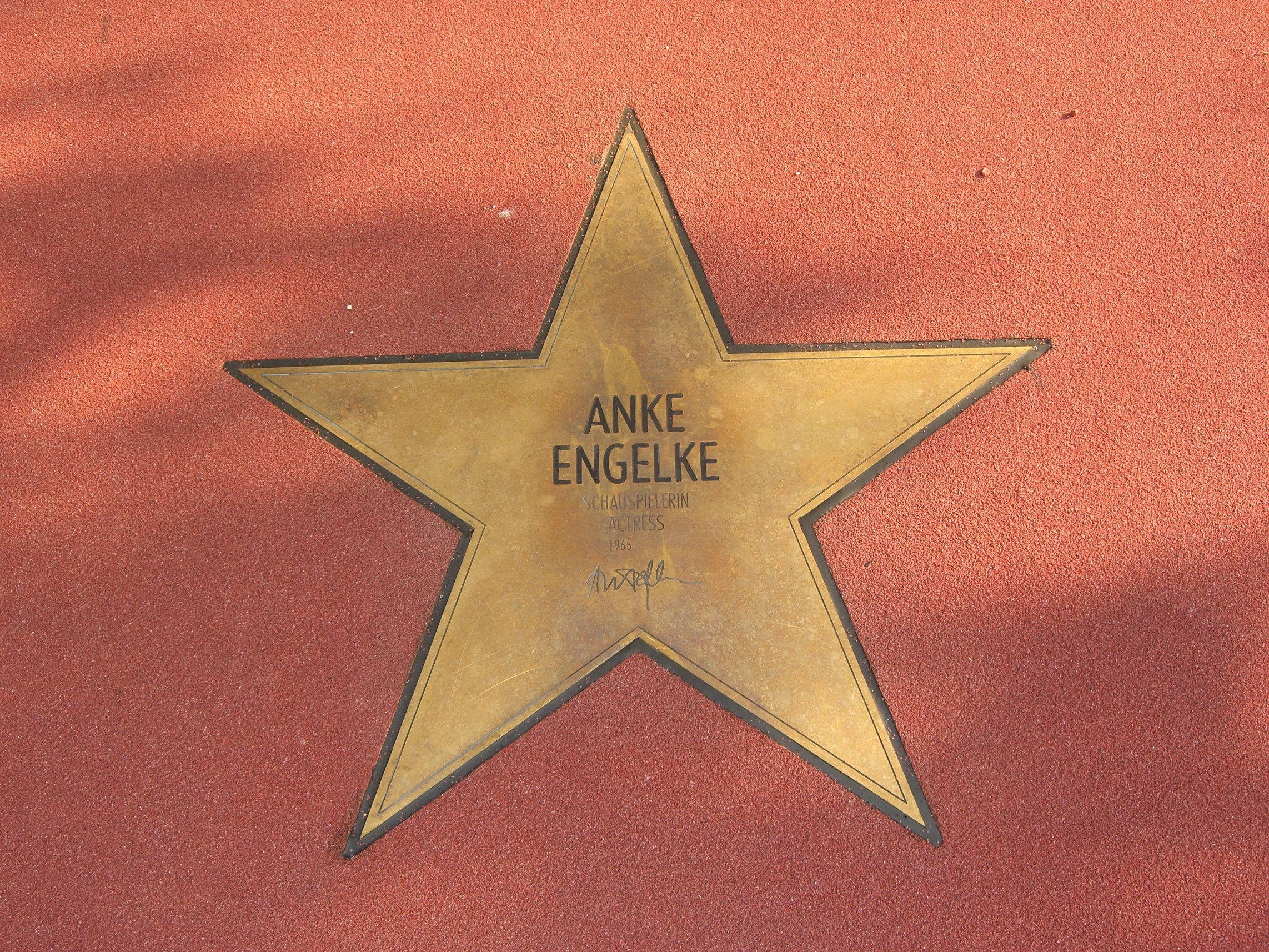
Зірка Анке Енгельке на Алеї зірок у Берліні

За свої досягнення в німецькій телевізійній розважальній індустрії Анке Енгельке отримала низку нагород.
- 1999
  - Премія Адольфа Грімме «Спеціальна» за виняткові досягнення як учасниця скетч-ансамблю[51]
  - Goldene Kamera «Приз глядацьких симпатій» за її досягнення як виконавиці в телесеріалі Die Wochenshow[52]
  - Номінація на Срібну троянду Монтре (разом з командою Die Wochenshow)[53]
  - Золота Romy за «Найкращу ідею програми» спільно з ансамблем Die Wochenshow
  - Бамбі за її досягнення в галузі комедії
  - Deutscher Comedypreis у категорії «Найкраще комедійне шоу» за Die Wochenshow (як членкиня команди)
- 2000
  - Deutscher Comedypreis як «Найкраща комікеса» (Приз глядацьких симпатій)
- 2001
  - Deutscher Comedypreis як «Найкраща комікеса» за Anke[54]
- 2002
  - Deutscher Comedypreis як «Найкраща комікеса» за Ladykracher
  - Deutscher Comedypreis у категорії «Найкраще комедійне шоу» за Ladykracher
  - Deutscher Fernsehpreis у категорії «Найкраща комедія» за Ladykracher
  - Міс ТБ червень 2002 (4Fans)
- 2003
  - Deutscher Comedypreis у категорії «Найкраще скетч-шоу» за Ladykracher
  - Deutscher Comedypreis у категорії «Приз глядацьких симпатій TV Spielfilm»
  - Bayerischer Fernsehpreis спільно з Оллі Діттріхом за Blind Date: Taxi nach Schweinau
  - Премія Адольфа Грімме з Золотом спільно з Оллі Діттріхом за Blind Date: Taxi nach Schweinau
  - Eins Live Krone у категорії «Найкраща комедія»
  - Bravo Otto у сріблі
- 2004
  - Золота троянда у категорії «Найкраща комедійна виконавиця» за Ladykracher[55]
- 2005
  - Золота троянда у категорії «Приз FRAPA за сценарний формат» за Ladykracher
- 2006
  - Deutscher Comedypreis у категорії «Найкраща комедія» за Ladyland
- 2007
  - Deutscher Comedypreis у категорії «Найкраща акторка»
- 2008
  - Премія Адольфа Грімме у конкурсі «Розваги» спільно з Бастіаном Пастевкою за головну роль у Fröhliche Weihnachten! – mit Wolfgang & Anneliese
  - Bayerischer Fernsehpreis за Fröhliche Weihnachten! – mit Wolfgang & Anneliese (спільно з Бастіаном Пастевкою)
  - Deutscher Comedypreis у категорії «Найкращий комедійний захід» за Fröhliche Weihnachten! – mit Wolfgang & Anneliese (спільно з Бастіаном Пастевкою)
- 2009
  - Deutscher Comedypreis у категорії «Найкраще скетч-шоу» за Ladykracher
- 2010
  - Deutscher Comedypreis у категорії «Найкраще скетч-шоу» за Ladykracher
  - Deutscher Comedypreis у категорії «Найкращий комедійний захід» за Fröhliche Weihnachten! – mit Wolfgang & Anneliese (спільно з Бастіаном Пастевкою)
- 2011
  - Зірка на Алеї зірок у Берліні
  - Deutscher Fernsehpreis у категорії «Найкраще розважальне шоу року» разом зі Штефаном Раабом та Юдіт Ракерс за ведення Пісенного конкурсу Євробачення 2011
  - Deutscher Fernsehpreis у категорії «Найкраща комедія» за Ladykracher (Sat 1)
  - Deutscher Comedypreis у категорії «Найкраща скетч-комедія» за Ladykracher
- 2014
  - Премія Німецької академії телебачення у категорії Телевізійні розваги за Anke hat Zeit[56]
- 2016
  - Премія Ернста Любіча за її роль у Frau Müller muss weg![57]
- 2022
  - Переможниця LOL 3-й сезон[58]
  - Премія Грімме[59]
- 2023
  - Romy у категорії Найпопулярніша акторка кіно[60]
- 2024
  - Включення до списку 50 понад 50 журналу Forbes[61]